# Gabrielle d'Estrées
Gabrielle d'Estrées, vojvodinja Beaufortska in Verneuil, markiza Monceaux (francosko Gabrielle d'Estrées, duchesse de Beaufort et Verneuil, marquise de Monceaux) (francosko [ɡabʁijɛl dɛstʁe]; 1573  - † 10. april 1599) je bila ljubica, zaupnica in svetovalka francoskega kralja Henrika IV.. Henrika je prepričala, naj se odreče protestantizmu v korist katolištva leta 1593. Kasneje je pozvala francoske katolike, naj sprejmejo Nantski edikt, ki je protestantom podelil določene pravice. Ker je bil kot kralj zakonsko onemogočen, da bi se poročil z njo, saj je bil že poročen z Margareto Valois, je februarja 1599 papežu Klemenu VIII. nasprotno predlagal razveljavitev prvega zakona brez otrok in naznanil, da se namerava poročiti z Gabrielle in jo okronati za naslednjo francosko kraljico, medtem ko je legitimiral njune tri otroke, rojene zunaj zakonske zveze. Njeno kronanje in poroka pa se zaradi njene prezgodnje in nenadne smrti nista zgodila.

## Rojstvo
Rodila se je v Château de la Bourdaisière v Montlouis-sur-Loire, v Touraine ali v Château de Cœuvres v Pikardiji. Njena starša sta bila Antoine d'Estrées, markiz od Cœuvresa in Françoise Babou de La Bourdaisière.

## Kraljeva ljubica
Novembra 1590 se je Henrik IV. zaljubil v Gabrielle d'Estrées. Sredi njegovega ogorčenega boja s katoliško ligo je postala ena izmed njegovih številnih ljubic. Čeprav je bil poročen z Margareto Valois, sta bila Henrik in Gabrielle v javnosti odkrito ljubeča. Njen oče, ki si je želel rešiti hčerko iz tako nevarnega zapleta, jo je poročil z Nicholasom d'Amervalom, seigneurjem de Liancourtom, a zveza se je izkazala za nesrečno.
Gabrielle je bila močno zvesta in spremljala Henrika med njegovimi kampanjami. Tudi ko je bila noseča, je vztrajala, da živi v njegovem šotoru blizu bojnega polja, pazi, da so njegova oblačila čista in da se po bitki dobro prehranjuje, pri čemer se spopada z vsakodnevno korespondenco. Ker je bila inteligentna in praktična, ji je Henrik zaupal svoje skrivnosti in upošteval njen nasvet. Ko sta bila narazen, ji je Henrik med bivanji v vojnih taboriščih pogosto pisal.
Gabrielle, rojena kot katoličanka, je vedela, da je najboljši način za sklepanje verskih vojn ta, da je Henrik sam postal katolik. Henrik je 25. julija 1593 ob priznanju modrosti izjavil, da je »Pariz vreden maše«, in se trajno odrekel protestantizmu. To mu je omogočilo, da je bil 27. februarja 1594 okronan za francoskega kralja. Henrik je prav tako poskrbel za razveljavitev Gabrieline poroke z Liancourtom istega leta.
7. junija 1594 se jima je rodil prvi otrok, sin César de Bourbon, bodoči vojvoda Vendôme. 4. januarja 1595 je Henrik IV. uradno priznal in legitimiral svojega sina v besedilu, ki ga je potrdil pariški Parlament. V tem besedilu je Gabrielle d'Estrées prepoznal tudi kot mater svojega sina in kot »osebo, ki je najbolj vredna našega prijateljstva«; z drugimi besedami, Henrik IV. je dal pariškemu parlamentu uradno potrditi položaj Gabrielle kot svoje ljubice. Leta 1596 jo je postavil za markizo de Monceaux in naslednje leto za vojvodinjo de Beaufort, pairie de France.
Henrik IV. je prav tako priznal in legitimiral še dva otroka, ki ju je imel z Gabrielle: Catherine-Henriette de Bourbon, hčerko, rojeno leta 1596 in Alexandre de Bourbon, sina, rojenega leta 1598. Odnos med Henrikom in Gabrielle ni dobro ustrezal nekaterim članom francoske aristokracije, krožile pa so zlonamerne brošure, ki so za številne nacionalne nesreče krivile novo vojvodinjo. Eden najbolj hudih vzdevkov, ki so ga pripisovali Gabrielle, je bila la duchesse d'Ordure ('vojvodinja obscenosti'). 
Gabrielle je postala najpomembnejša Henrikova diplomatka in s svojimi prijateljicami med različnimi družinami katoliške lige vzpostavila mir. Marca 1596 je Henrik Gabrielle in njeni sestri Katarini podaril zlati ključ, ki jima je podelil mesta v njegovem svetu. To darilo je Gabrielle tako razveselilo, da si je obesila ključke na verižici okoli vratu.
Leta 1598 je Henrik izdal Nantski edikt, s katerim je hugenotom zagotovil verske in državljanske svoboščine ter varovana območja. Po drugi strani je kot državno vero uveljavil katolicizem. Hugenotka Catherine in katoličanka Gabrielle sta skupaj združili moči in preglasili ugovore močnih katoličanov in hugenotov ter prisilili v skladnost z odredbo. Henrik je bil nad njenimi prizadevanji tako navdušen, da je zapisal: »Moja ljubica je postala govornica z izjemno briljantnostjo, tako ostro argumentira vzrok novega edikta.«

## Smrt
Potem ko je Henrik marca 1599 zaprosil papeža Klemena VIII. za razveljavitev zakonske zveze in pooblastilo za ponovno poroko, je Henrik svoji ljubici dal kronski prstan. Gabrielle, tako prepričana, da se bo poroka zgodila, je izjavila: »Samo Bog ali kraljeva smrt bi lahko končala mojo srečo«. Nekaj dni kasneje, 9. aprila, je doživela napad eklampsije in rodila mrtvorojenega sina. Kralj Henrik je bil v palači Fontainebleau, ko so prispele novice o njeni bolezni. Naslednji dan, 10. aprila 1599, ko je bil Henrik na poti k njej, je umrla v Parizu.
Kralj je bil žalosten , še posebej glede na razširjene govorice, da je bila Gabrielle zastrupljena. V žalovanju je nosil črnino, česar še ni storil noben francoski monarh. Pokopali so jo kot kraljico; njeno krsto so med procesijo knezov, princes in plemičev prepeljali v cerkev Saint-Germain-l'Auxerrois v Pariz, na mašo zadušnico. V francoski zgodovini in pesmi se je spominjajo kot La Belle Gabrielle, pokopana je bila v Notre-Dame-La-Royale v opatiji Maubuisson  v Saint-Ouen-l'Aumône (Val-d'Oise, Île-de-France) .
Publikacijo po njeni smrti z naslovom Mémoires secrets de Gabrielle d'Estrée ('Skrivni spomini Gabrielle d'Estrée') naj bi napisal eden od njenih prijateljev.

## Otroci
Njeni štirje Henrikovi otroci so bili:
- César, vojvoda Vendôme (1594–1665) [21], poročil se je s Françoise de Lorraine (1592–1669) in je imel težavo. Leta 1626 je sodeloval pri zaroti proti kardinalu Richelieuju. Césarja so ujeli in tri leta držali v zaporu. Leta 1641 so ga ponovno obtožili zarote in tokrat je pobegnil v Anglijo.
- Catherine Henriette de Bourbon (1596–1663) [16], poročila se je s Karlom II., vojvodom Elbeufskim.
- Alexandre, Chevalier de Vendôme (1598–1629).[22]
- mrtvorojeni sin (1599).

- Vgraviran portret Césarja de Bourbona, vojvode Vendômskega (1594–1665)
- Catherine Henriette de Bourbon, Légitimée de France, 1659

## Predstavitev v umetnosti
Upodobljena naj bi bila na sliki Portret Gabrielle d'Estrées in vojvodinje Villars Francoisa Cloueta (ok. 1594), ki jo hranijo v pariškem muzeju Louvre. Gabrielle sedi gola v kopeli in drži (verjetno) Henrikov kronski prstan, medtem ko njena sestra gola sedi ob njej in ji stiska desno bradavico. Henrik je Gabrielle prstan prinesel v znak svoje ljubezni tik pred smrtjo.
Zelo podobna slika z enakimi liki v različnih položajih je v palači Fontainebleau  in še tretja, brez njene sestre, v Musée Condé v Château de Chantilly.
J. M. W. Turner je v Bougivalu naslikal akvarel "Fair Gabrielle".
- Gabrielle d’Estrées in njena sestra, vojvodinja Villars - Palača Fontainebleau
- Portret Gabrielle d'Estrées in vojvodinje Villars (Louvre)
- Gabrielle d'Estrées au bain,  Musée Condé (Château de Chantilly)